# Wolfgang Gunkel
Wolfgang Gunkel (n. 15 ianuarie 1948, Berlinul de Est, RDG – d. 20 mai 2020) a fost un canotor ce a reprezentat Republica Democrată Germană, medaliat olimpic. A participat la 2 ediții ale Jocurilor Olimpice (1968, 1972) în care a câștigat o medalie de aur.